# Конституционный референдум в Италии (2016)
Конституционный референдум 2016 года в Италии состоялся 4 декабря. На референдум был вынесен вопрос об одобрении законопроекта по изменению Конституции Италии, в результате которого кардинально меняется политическая система страны: изменяется порядок формирования Сената, сокращается его численность, уменьшаются функции и полномочия, сокращается финансирование.
Конституционный законопроект, предложенный в 2014 году премьер-министром Ренци и его левоцентристской Демократической партией, после принятия в первом чтении 13 октября 2015 года (Сенат) и 11 января 2016 года (палата депутатов) был окончательно принят 20 января 2016 года (Сенат) и 12 апреля 2016 (палата депутатов). Но для немедленного принятия голосов не хватило до квалифицированного большинства в две трети. В соответствии со статьей 138 Конституции Италии, чтобы стать законом, данный законопроект должен быть поддержан на референдуме.
Против реформы национального парламента высказались около 60 %, в её поддержку — не более 40 %.
Это был третий конституционный референдум в Италии с момента принятия конституции в 1947 году (предыдущие были в 2001 и 2006 годах).

## Суть изменений
Предполагается «Сенат Республики» преобразовать в «Сенат регионов» — основой для формирования станут региональные советники и мэры. При этом численность сократится с 315 до 100 человек (21 мэр, 74 региональных советника и ещё 5 сенаторов, назначаемых главой государства сроком на 7 лет).
Сенат будет обладать законодательной властью лишь по вопросам реформ и внесения изменений в Конституцию. По остальным вопросам Сенат сможет лишь давать рекомендации палате депутатов Италии.
В результате реформы уменьшатся полномочия регионов страны: вопросы энергетики, стратегической инфраструктуры и гражданской обороны будут решаться напрямую премьер-министром. Кроме того, по просьбе правительства при необходимости «защиты юридического и экономического единства Республики или её национальных интересов», палата депутатов сможет утверждать законы, регламентирующие вопросы, входящие в компетенцию региональных властей.
Изменится порядок организации проведения референдумов (потребуется 800 000 подписей избирателей вместо 500 000) и предложения проекта закона со стороны избирателей (150 000 подписей вместо 50 000).

#### Мнение издания "Business Insider"
Издание Business Insider считает, что результаты референдума в Италии могут разрушить Евросоюз. Если итальянцы проголосуют «за» — премьер-министру страны Маттео Ренци, возможно, удастся стабилизировать деятельность правительства и протолкнуть законы, направленные на повышение экономической конкурентоспособности Италии. Голосование «против» с высокой вероятностью разрушит правительство Ренци, что повлечёт за собой политический хаос. Сама по себе политическая нестабильность для Италии не является экстраординарным событием, но сейчас она накладывается на огромные проблемы в национальном банковском секторе. Только у одного банка Monte Paschi — старейшего в мире — примерно на 47 миллиардов евро просроченных кредитов, на что вынужден обращать внимание даже Европейский центральный банк. Сумма «плохих кредитов» по всем итальянским банкам достигает 300 миллиардов евро, а госдолг достиг отметки 140 % от ВВП. Экономика Италии традиционно считается относительно слабой, не обладающей крупным корпоративным капиталом, сильно зависящей от денежных вливаний Европейского центробанка. Возникновение политической нестабильности в нынешних условиях может спровоцировать банковский кризис, который может привести к банкротству большого числа мелких фирм, составляющих основу итальянской экономики.

## Опросы общественного мнения
| Дата            | Опрашивавшая компания | Total | Total  | Total           | Total                 | Учитывая лишь голоса «За»/«Против» | Учитывая лишь голоса «За»/«Против» | Учитывая лишь голоса «За»/«Против» |
| Дата            | Опрашивавшая компания | За    | Против | Не определились | Преимущество «Против» | За                                 | Против                             | Преимущество «Против»              |
| --------------- | --------------------- | ----- | ------ | --------------- | --------------------- | ---------------------------------- | ---------------------------------- | ---------------------------------- |
| 9 ноября 2016   | Index Research        | 37.3  | 40.7   | 22.0            | 3.4                   | 47.8                               | 52.2                               | 4.4                                |
| 9 ноября 2016   | Istituto Ixè          | 37.0  | 40.0   | 23.0            | 3.0                   | 48.0                               | 52.0                               | 4.0                                |
| 4-6 ноября 2016 | EMG Acqua             | 34.8  | 38.3   | 26.9            | 3.5                   | 47.6                               | 52.4                               | 4.8                                |
| 4-5 ноября 2016 | Instituto Tecnè       | 39.5  | 44.5   | 16.0            | 1.0                   | 47.0                               | 53.0                               | 6.0                                |
| 3-4 ноября 2016 | Demopolis             | 35.9  | 38.1   | 26.0            | 2.2                   | 48.5                               | 51.5                               | 3.0                                |
| 2 ноября 2016   | Eumetra Monterosa     | 26.0  | 32.0   | 42.0            | 6.0                   | 45.0                               | 55.0                               | 10.0                               |
| 2 ноября 2016   | Index Research        | 38.1  | 40.9   | 21.0            | 2.8                   | 48.2                               | 51.8                               | 3.6                                |
| 2 ноября 2016   | Istituto Ixè          | 38.0  | 39.0   | 23.0            | 1.0                   | 49.0                               | 51.0                               | 2.0                                |

## Итог
Итогом стал провал референдума, продемонстрировавший консервативные взгляды итальянского общества. Аналогичный консерватизм ранее продемонстрировали Brexit и референдум в Нидерландах об ассоциации Украины и Европейского союза.
| За                       | 13,432,208 | 40.89 %  |
| Против                   | 19,419,507 | 59.11 %  |
| Всего                    | 33,243,845 | 100,00 % |
| Явка избирателей         | 50,773,284 | 65.47 %  |
| Ministry of the Interior |            |          |

| Статистика голосования | Статистика голосования | Статистика голосования | Статистика голосования | Статистика голосования |
| ---------------------- | ---------------------- | ---------------------- | ---------------------- | ---------------------- |
| Против                 |                        |                        | 59.11 %                |                        |
| За                     |                        |                        | 40.89 %                |                        |

### Результаты по регионам
| Регион                  | Кол-во голосов | Явка   | Голоса    | Голоса    | Соотношение голосов | Соотношение голосов |
| Регион                  | Кол-во голосов | Явка   | За        | Против    | За                  | Против              |
| ----------------------- | -------------- | ------ | --------- | --------- | ------------------- | ------------------- |
| Абруццо                 | 1,052,049      | 68,7 % | 255,022   | 461,167   | 35,6 %              | 64.4 %              |
| Валле-д’Аоста           | 99,735         | 71,9 % | 30,568    | 40,116    | 43,2 %              | 56.8 %              |
| Аппулия                 | 3,280,745      | 61,7 % | 659,354   | 1,348,573 | 32,8 %              | 67.2 %              |
| Базиликата              | 467,000        | 62,9 % | 98,924    | 191,081   | 34,1 %              | 65.9 %              |
| Калабрия                | 1,553,741      | 54,4 % | 276,384   | 561,557   | 33,0 %              | 67.0 %              |
| Кампания                | 4,566,905      | 58,9 % | 839,692   | 1,827,768 | 31,5 %              | 68.5 %              |
| Эмилия-Романья          | 3,326,910      | 75,9 % | 1,262,484 | 1,242,992 | 50.4 %              | 49,6 %              |
| Фриули-Венеция-Джулия   | 952,493        | 72,5 % | 267,379   | 417,732   | 39,0 %              | 61.0 %              |
| Лацио                   | 4,402,145      | 69,2 % | 1,108,768 | 1,914,397 | 36,7 %              | 63.3 %              |
| Лигурия                 | 1,241,618      | 69,7 % | 342,671   | 515,777   | 39,9 %              | 60.1 %              |
| Ломбардия               | 7,480,375      | 74,2 % | 2,453,095 | 3,058,051 | 44,5 %              | 55.5 %              |
| Марке                   | 1,189,180      | 72,8 % | 385,877   | 472,656   | 45,0 %              | 55.0 %              |
| Молизе                  | 256,600        | 63,9 % | 63,695    | 98,728    | 39,2 %              | 60.8 %              |
| Пьемонт                 | 3,396,378      | 72,0 % | 1,055,043 | 1,368,507 | 43,5 %              | 56.5 %              |
| Сардиния                | 1,375,845      | 62,5 % | 237,280   | 616,791   | 27,8 %              | 72.2 %              |
| Сицилия                 | 4,031,871      | 56,7 % | 642,980   | 1,619,828 | 28,4 %              | 71.6 %              |
| Трентино — Альто-Адидже | 792,503        | 72,2 % | 305,473   | 261,473   | 53.9 %              | 46,1 %              |
| Тоскана                 | 2,854,162      | 74,4 % | 1,105,769 | 1,000,008 | 52.5 %              | 47.5 %              |
| Умбрия                  | 675,610        | 73,5 % | 240,346   | 251,908   | 48,8 %              | 51.2 %              |
| Венеция                 | 3,725,399      | 76,7 % | 1,078,883 | 1,756,144 | 38,1 %              | 61.9 %              |

### Голосования за пределами Италии
| Местоположение | Электорат | Явка   | Голоса  | Голоса  | Соотношение | Соотношение |
| Местоположение | Электорат | Явка   | За      | Против  | За          | Против      |
| -------------- | --------- | ------ | ------- | ------- | ----------- | ----------- |
| По всему миру  | 4,052,341 | 30,7 % | 722,672 | 394,253 | 64.7 %      | 35,3 %      |